# Б'яджо д'Антоніо

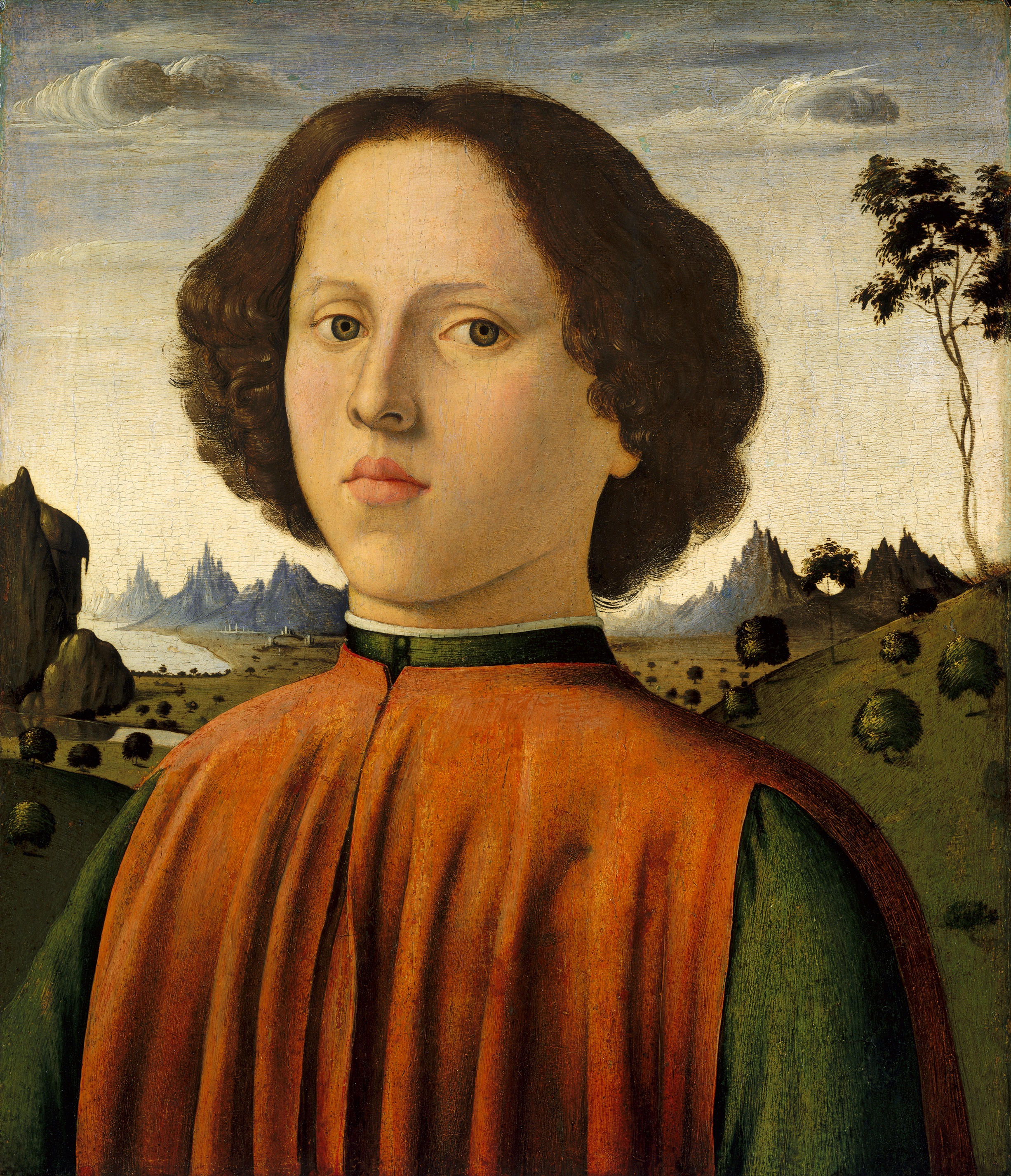
«Портрет хлопчика», 1476—80, Національна галерея мистецтва, Вашингтон

Б'я́джо д'Анто́ніо (італ. Biagio d’Antonio; 1445, Флоренція — 1516, Там само) — італійський живописець.

## Біографія
Народився у Флоренції. Не збереглись свідчення про наставника художника, але найбільший вплив на формування його індивідуального стилю мав вишуканий стиль фра Філіппо Ліппі.
Близько 1476 року художник переїхав до Фаенци, де прожив приблизно 30 років, очолюючи велику художню майстерню і працюючи не тільки в Равенні і Тоскані, але й в інших італійських провінціях. У 1482 році він допомагав Доменіко Гірландайо у виконанні фресок для Сікстинської капели.
Художник писав полотна на релігійну тематику (особливо йому вдавалися зображення Мадонни з немовлям), а також міфологічні сюжети, зображуючи стародавні персонажі у пишних військових обладунках на фоні яскравих чудернацьких пейзажів. Його роботи відрізняє яскрава кольорова палітра і пильна увага до дрібних деталей, до елементів одягу або озброєння персонажів, чи листя на задньому плані. Він також написав багато панелей для кассоне, весільних скринь, що призначались для приданого, прикрасивши їх сценами кохання, сватання і весілля.
Художник помер у Флоренції в 1516 році.